# Окське (заказник)
Окське — гідрологічний заказник місцевого значення в Україні. Розташований у межах Бобровицької громади Ніжинського району Чернігівської області на північний захід від с. Кобижча у лісовому масиві ДП «Ніжинське лісове господарство» (кв. 50, 51 Кобижчанського лісництва).
Площа — 25 га. Статус присвоєно згідно з рішенням Чернігівського облвиконкому від 27.12.1984 р. № 454. Перебуває у віданні ДП «Ніжинське лісове господарство».
Охороняється низинне  болото, оточене ділянками вільхового, дубового та соснового лісу, де зростає осока. Заказник має велике значення в регулюванні водного режиму прилеглих територій. Місце масового гніздування водоплавних птахів. 